# Frits Koolhoven

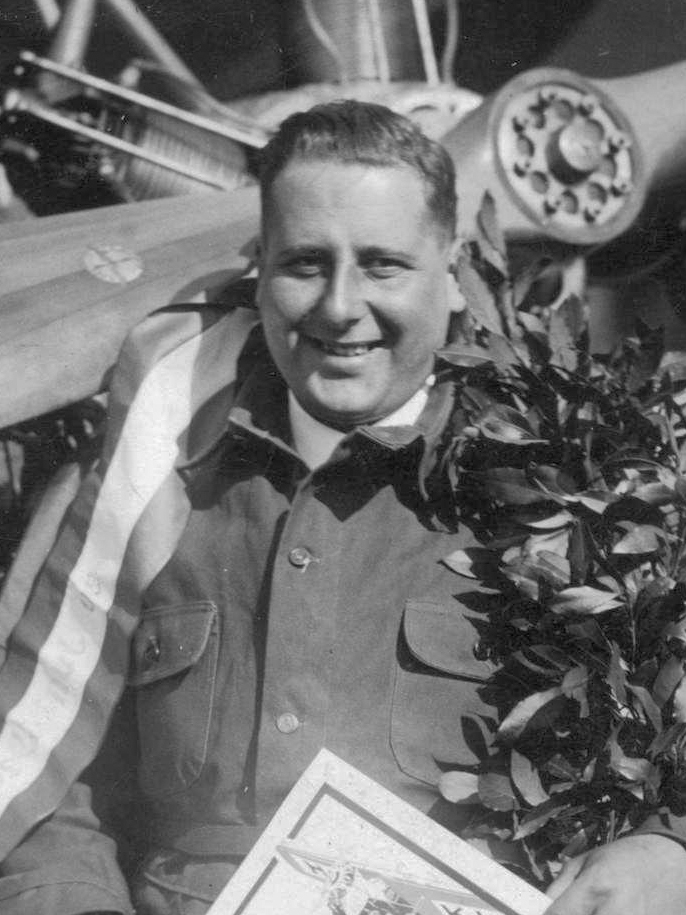
Frits Koolhoven (1920)

Sytse Frederic Willem (Frits) Koolhoven (Bloemendaal, 11 januari 1886 – Haarlem, 1 juli 1946) was een Nederlands auto-ontwerper, coureur, vliegtuigontwerper en luchtvaartpionier.

## Eerste vliegtuig
Hij doorliep de HBS en studeerde daarna aan de technische hogescholen in Luik en Antwerpen. Op 18-jarige leeftijd ging hij werken als werktuigbouwkundig ingenieur bij motorfabriek Minerva in België. Hij bleek een getalenteerd autocoureur en uiteindelijk schopte hij het tot dealer voor Minerva in Nederland. In 1909 trouwde hij met Marie Jeanne Elise Duchateau. Hij begon zich te interesseren voor vliegtuigen en besloot te stoppen met zijn baan en vlieglessen te nemen in Bétheny (Frankrijk), aan de vliegschool van René Hanriot. Hij behaalde zijn brevet in 1910.
In datzelfde jaar besloot hij samen met Henri Wijnmalen de vliegschool annex vliegtuigfabriek Maatschappij voor Luchtvaart van Verwey & Lugard te gaan beheren. De vliegschool was gelegen op een terrein nabij Soesterberg, dat later Vliegbasis Soesterberg werd. Hier bouwde Koolhoven zijn eerste vliegtuig, de "Heidevogel"; een verbeterde versie van de Farman-tweedekker. In 1911 ging de vliegschool/fabriek failliet. In 1912 scheidde Koolhoven van Duchateau. Uit het huwelijk waren geen kinderen voortgekomen.

## Buitenlands succes

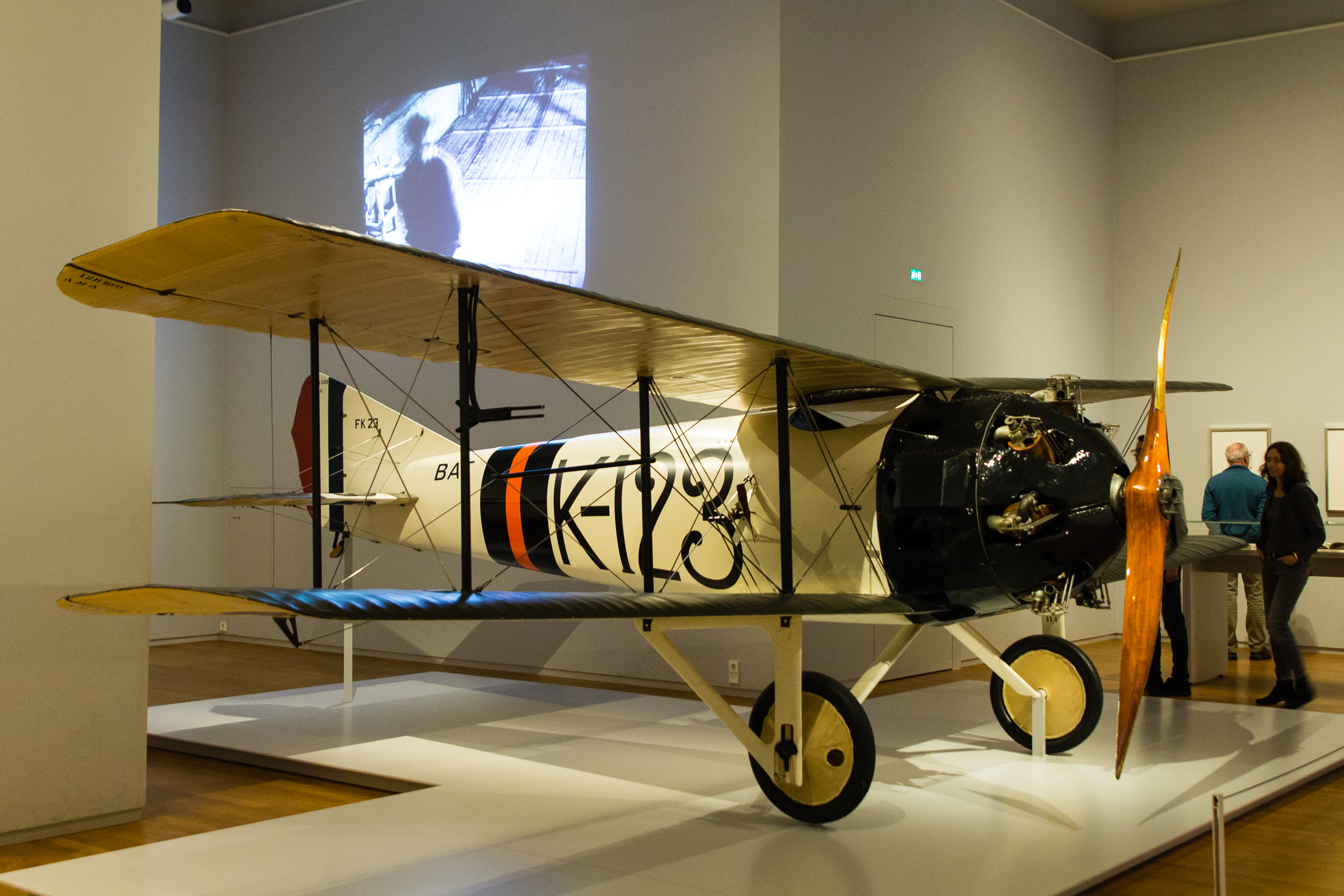
Een British Aerial Transport F.K.23 Bantam. Dit is het enige nog bestaande toestel dat door Koolhoven is ontworpen. Het is te bezichtigen in het Rijksmuseum Amsterdam.

Na het faillissement van de Nederlandse Maatschappij voor Luchtvaart vertrok Koolhoven weer naar Frankrijk waar hij begon te werken voor Deperdussin. In 1912 maakte hij promotie en vertrok hij naar de Engelse tak van Deperdussin.
Bij het uitbreken van de Eerste Wereldoorlog in 1914 vertrok Koolhoven naar Armstrong Whitworth, waarvoor hij een aantal redelijk succesvolle vliegtuigen ontwierp, met als eerste het F.K. 3 verkenningstoestel. Van de F.K. 8 werden 1701 exemplaren gebouwd. De F.K. 10 was een vierdekker, een opvallend antwoord op de Fokker Dr.I driedekker.
In 1917 maakte Koolhoven de overstap naar British Aerial Transport Company (B.A.T.), als hoofdontwerper. Een belangrijk ontwerp uit deze periode is het F.K. 23 Bantam jachtvliegtuig. Na de oorlog ontwierp hij hier de BAT F.K.26, 's werelds eerste vliegtuig dat speciaal voor het vervoeren van passagiers was ontworpen. Koolhoven stelde in 1919 dit vliegtuig tentoon tijdens de luchtvaarttentoonstelling ELTA in Amsterdam en begon samen met luitenant L. Cobijn de luchtvaartmaatschappij COBOR, die vluchten uitvoerde tussen vliegveld Hounslow en Soesterberg. De vliegtuigen van COBOR werden echter dermate vaak door de Britse luchtmacht geconfisqueerd dat COBOR na een maand alweer moest stoppen. De British Aerial Transport Company ging in 1920 failliet, twee jaar na het einde van de Eerste Wereldoorlog, en Koolhoven keerde net voor dat moment terug naar Nederland.

## Terug in Nederland
Eenmaal in Nederland ging Koolhoven werken voor autofabrikant Spyker. De periode waarin Spyker vliegtuigen bouwde was toen net achter de rug, en Koolhoven werd adviserend ingenieur. Bij Spyker ontwierp hij het laatste model, de Spyker C4.
In 1922 trad Frits Koolhoven in dienst bij de Nationale Vliegtuig Industrie (NVI), weer als vliegtuigontwerper. Zijn eerste ontwerp was de veelbelovende maar onsuccesvolle F.K. 31. Ook ontwierp hij de F.K. 33, Nederlands eerste driemotorig vliegtuig. Dit vliegtuig werd in opdracht van Albert Plesman gebouwd voor nachtvluchten van de KLM. De periode bij de NVI was geen succesvolle, en het bedrijf ging in 1926 failliet. Twee jaar eerder was Koolhoven voor de tweede maal getrouwd, dit keer met Kitty Hoevels die zelf twee zoons had uit een vorig huwelijk.

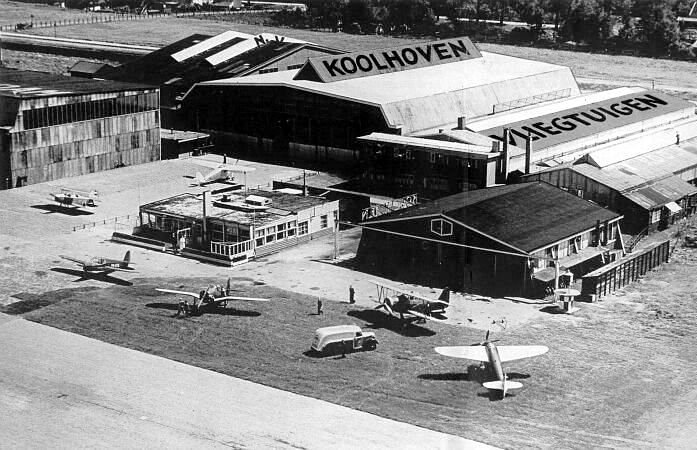
Koolhoven-fabriek op Waalhaven, ca. 1939.

Het zoveelste faillissement beu besloot Frits Koolhoven voor zichzelf te gaan werken en begon op de zolder van zijn woning in Rijswijk vliegtuigen te bouwen onder de naam Koolhoven Vliegtuigen Rijswijk. Omdat die ruimte te klein bleek ging hij op zoek naar een geschikte ruimte. Van zijn voormalige werkgever, de NVI, nam hij de hangar op vliegveld Waalhaven in Rotterdam over. Hier richtte hij in 1926 de N.V. Vliegtuigenfabriek Koolhoven op en ontwierp hij nieuwe verrassende vliegtuigtypes, zoals de F.K. 41, een van de eerste vliegtuigen met een geheel gesloten cabine. Dit type werd in Engeland ook in licentie gebouwd door de firma Desoutter. De F.K. 43 was een redelijk succes. Nadien volgde de F.K.46. Een belangrijk succes behaalde hij met de F.K. 51, een militaire trainer waarvan er 161 werden gebouwd. Een bijzonder opvallend ontwerp was de F.K. 55, een jachtvliegtuig dat voorzien was van twee propellers die tegen elkaar in draaiden (contrapropeller). Van dit type presenteerde Koolhoven een model op ware grootte op de Parijse luchtvaartsalon van 1936, maar hij slaagde er niet in het geavanceerde toestel ook werkelijk te bouwen. Meer succes had de F.K. 58, Koolhovens laatste toestel dat in productie ging. Van dit jachtvliegtuig werd een aantal verkocht aan de Franse luchtmacht.
Op 10 mei 1940 viel nazi-Duitsland Nederland binnen en werden alle vliegvelden inclusief de Waalhaven gebombardeerd. De NV Koolhoven was verwoest. Frits Koolhoven trok zich gedeprimeerd terug op de Kaag, waar hij zijn boten had liggen. Hij was ervan overtuigd dat het bombardement op de Waalhaven voor hem bedoeld was, als vergelding voor zijn aandeel in de Eerste Wereldoorlog. Daarnaast werd hij mogelijk ook gechanteerd vanwege de illegale vliegtuigleveranties aan de Spaanse Republiek. In 1940 liet Frits Koolhoven zich registreren als lid van de NSB. Zijn rol voor de NSB beperkte zich tot een radio-optreden voor de NSB-jeugd. Als lid van de NSB wist hij een goed woordje te doen voor enkele bewoners van de Kaag, die opgepakt dreigden te worden, en de onderduikers liet hij rustig hun gang gaan. Na de oorlog werd Frits Koolhoven opgepakt en gevangengezet in interneringskamp Sectorpark nabij Halfweg. Na zijn vrijlating overleed hij op 60-jarige leeftijd aan een hersenbloeding, een jaar na de oorlog. Er werden daarna nog verschillende pogingen gedaan om de firma nieuw leven in te blazen. Bij een van deze pogingen werden twee zweefvliegtuigen gebouwd. In 1956 kwam er definitief een einde aan de NV Koolhoven.
Van alle ooit door Koolhoven ontworpen vliegtuigen is slechts één exemplaar overgebleven; een British Aerial Transport F.K.23 Bantam. De Stichting Koolhoven Vliegtuigen, die in 1986 werd opgericht, haalde de wrakstukken van het toestel in 1990 uit Engeland. Het werd gerestaureerd en is tegen vergoeding van de restauratiekosten overgedragen aan het Rijksmuseum.

## Vernoemingen
- Op Schiphol is de Koolhovenlaan een van de belangrijkste logistieke centra.
- In de Haagse stadswijk Ypenburg (de locatie van het voormalige vliegveld Ypenburg) is naar hem de Koolhovenlaan genoemd.
- Beverwijk kent een Koolhovenstraat.
- Schiedam kent een Koolhovenstraat.
- Soesterberg kent een Frits Koolhovenweg.
- In de wijk Zuilen (Utrecht) is in de vliegeniersbuurt de F. Koolhovenstraat naar hem genoemd.
- In Sassenheim, gemeente Teylingen, grenzend aan de Kagerplassen, is de Frederik Koolhovenstraat naar hem vernoemd.